# Elst (Geldria)
Elst – wieś w gminie Overbetuwe w prowincji Geldria w Holandii. Populacja wynosi 22 514 osoby (2020).

## Urodzeni w Elst
- Gillis André de la Porte – polityk
- Pierre Kartner – wokalista, kompozytor, producent muzyczny
- Paul Kuijpers – naukowiec
- Henkie – wokalista
- Onne Witjes – dj
- Jeffrey Leiwakabessy – piłkarz
- Hans Weijs Jr. – kierowca rajdowy
- Jan Zwartkruis – trener i piłkarz

## Galeria

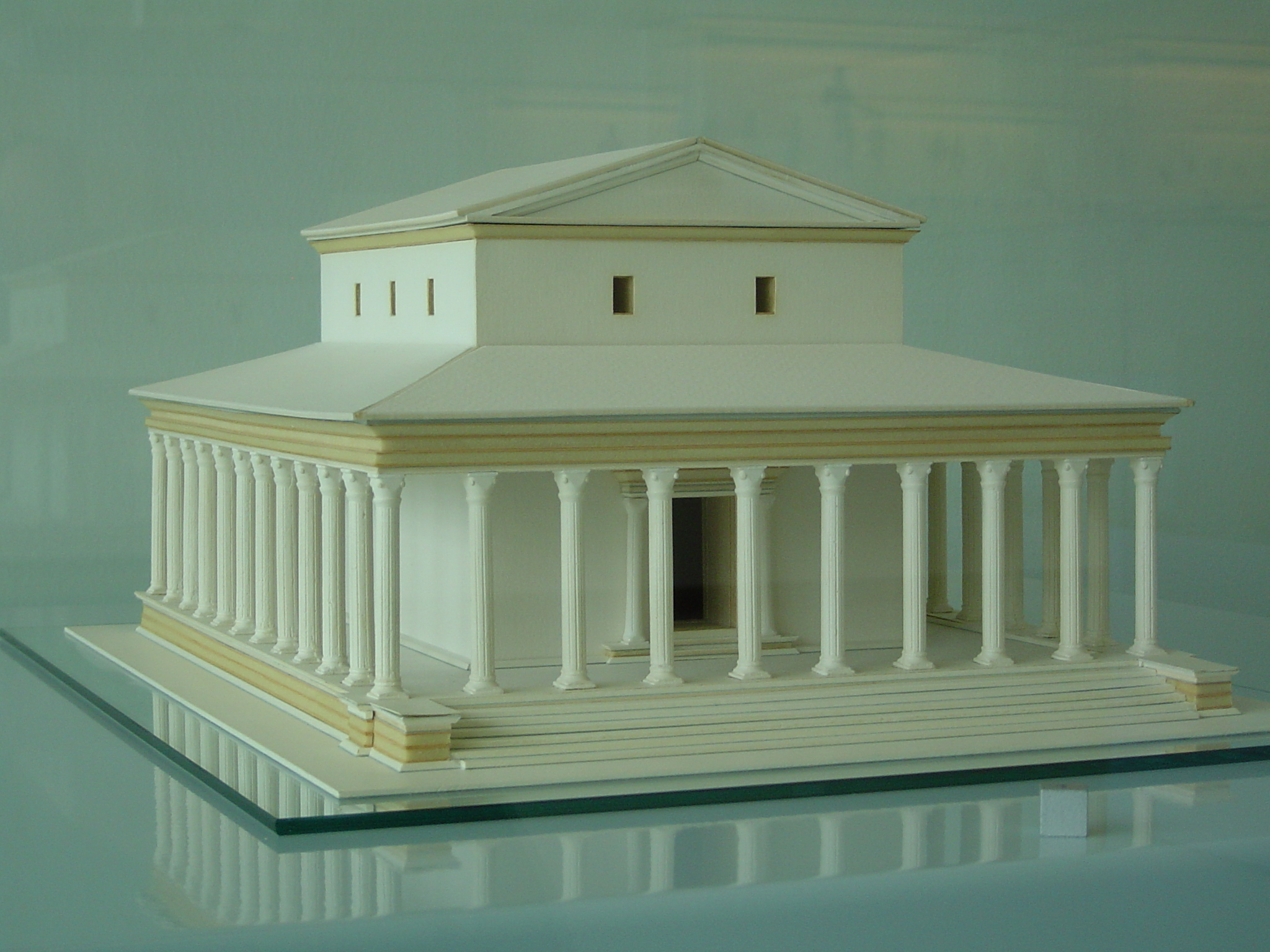
Model dawnej świątyni rzymskiej, która znajdowała się w Elst
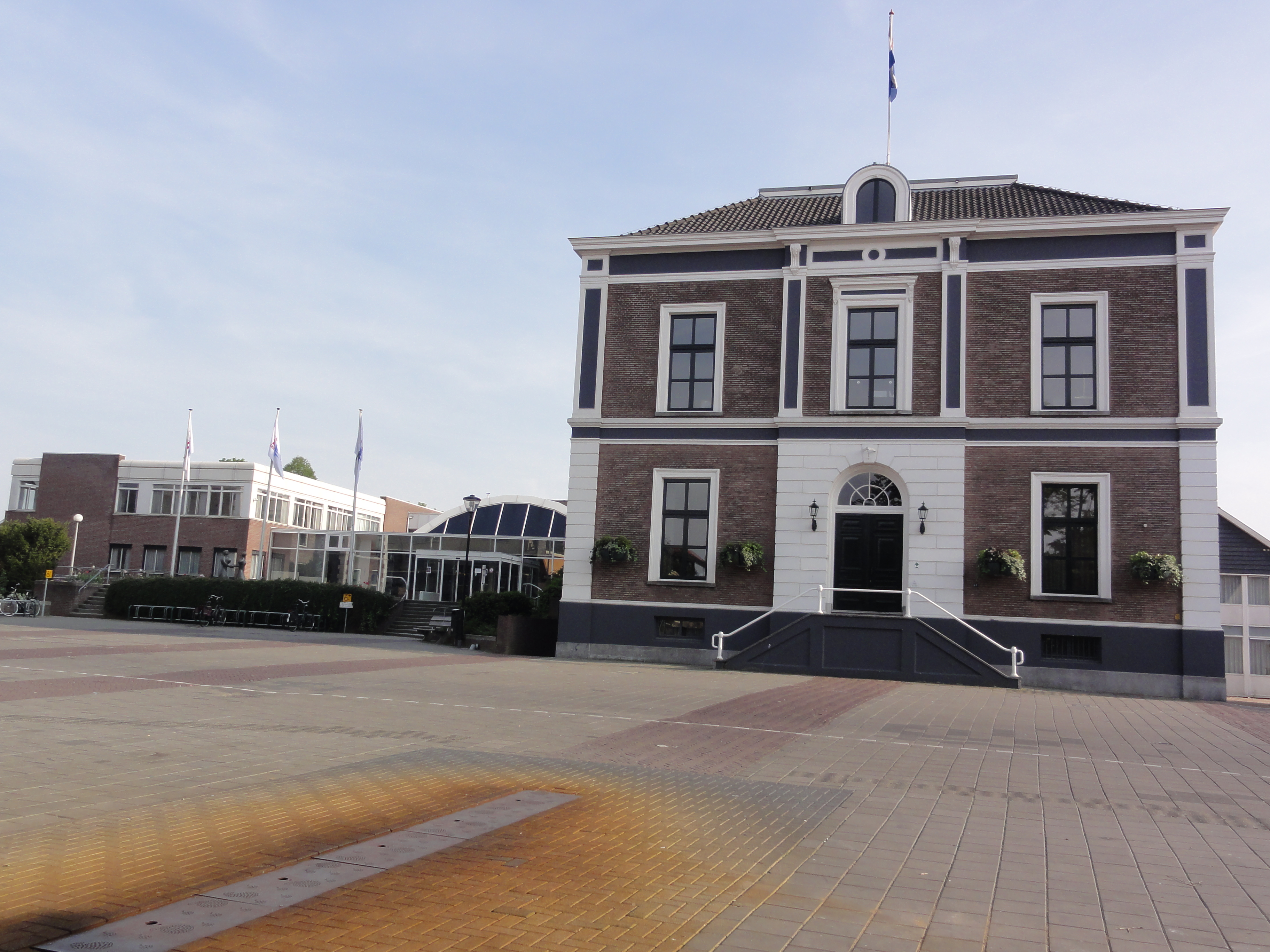
Siedziba gminy Overbetuwe